# Fuck Me Pumps / Help Yourself
Fuck Me Pumps / Help Yourself – podwójny singel brytyjskiej piosenkarki soulowej Amy Winehouse, pochodzący z płyty Frank. Wydany został 23 sierpnia 2004 roku przez wydawnictwo muzyczne Island Records. Singel znalazł się na 65. miejscu angielskiej listy przebojów UK Singles Chart. Do utworu „Fuck Me Pumps” został nakręcony teledysk.

## Lista utworów
CD singiel
1. „Fuck Me Pumps”
2. „Help Yourself”
3. „(There Is) No Greater Love”

## Notowania singla
| Lista            | Pozycja |
| ---------------- | ------- |
| UK Singles Chart | 65      |